# Zeekr X
Zeekr X — компактный электромобиль-кроссовер, выпускаемый китайской компанией  Zhejiang Geely Holding Group с 2023 года. Модель разрабатывается на платформе Sustainable Experience Architecture (SEA), а электродвигатели и аккумуляторы выпускаются компанией VREMT.

## Описание
Первый серийный Zeekr X был представлен 12 апреля 2023 года на Шанхайском автосалоне. По габаритам модель близка к BMW X1 и Volvo XC40. Вместимость автомобиля составляет 4—5 мест.
Разгон до 100 км/ч занимает от 3,7 до 5,8 секунд, в зависимости от комплектации автомобиля. Заднеприводная модификация переднемоторная, а у полноприводных модификаций два электродвигателя. Проектное название — Zeekr 003. Впереди присутствуют раздельные фары и тонкие шноркели. Заднее ветровое стекло узкое по размерам, задние фонари удлинены, а катафоты расположены вертикально. Во избежание повреждений кузов покрыт защитной пластиной. Запас хода составляет 560 км. Отличительной особенностью является широкий ЖК-дисплей AR-HUD на приборной панели. Также двери открываются с помощью кнопок, расположенных по бокам крыши.
Конкурентами модели также являются Renault Megane E-Tech, Tesla Model Y и Volkswagen ID.3. Недостаток заключается в том, что некоторые детали мешают водительскому обзору.
Автомобиль выпускается в комплектациях ME (начальный уровень) и YOU.

## Технические характеристики

### Общая информация
- Страна марки: Китай
- Класс автомобиля: C
- Количество дверей: 5
- Количество мест: 4, 5
- Расположение руля: Левое

### Размеры
- Длина: 4450 мм
- Ширина: 1836 мм
- Высота: 1572 мм
- Колёсная база: 2750 мм
- Клиренс: 170 мм
- Ширина передней колеи: 1588 мм
- Ширина задней колеи: 1593 мм
- Размер колёс: 235/50/R19

### Объём и масса
- Снаряженная масса: 1945 кг
- Полная масса: 2340 кг

### Трансмиссия
- Коробка передач: отсутствует.
- Тип привода: полный, на основе отдельных моторов на каждом дифференциале.

### Подвеска и тормоза
- Тип передней подвески: независимая, пружинная
- Тип задней подвески: независимая, пружинная
- Передние тормоза: дисковые вентилируемые
- Задние тормоза: дисковые вентилируемые

### Эксплуатационные показатели
- Максимальная скорость: 190 км/ч (ограничено электроникой)
- Разгон до 100 км/ч: 3.7 с

### Двигатель
- Тип двигателей: Электро
- Количество : 2
- Максимальная мощность: 428 л. с. (315 кВт) об/мин
- Максимальный крутящий момент: 543 Н⋅м об/мин

### Аккумуляторная батарея
- Запас хода на электричестве: 512 км
- Ёмкость батареи: 66.0 кВт⋅ч

## Галерея
- Вид сзади
- Место водителя